# إدوين يونغ
إدوين يونغ (بالإنجليزية: Edwin Young) هو غطاس أمريكي، ولد في 29 سبتمبر 1947 في فينيكس في الولايات المتحدة، وتوفي في 22 يونيو 2006 في توسان في الولايات المتحدة.

## وصلات خارجية
- إدوين يونغ على موقع أوليمبيديا (الإنجليزية)